# Monochrome Racing
Monochrome Racing es un videojuego de carreras de 2011 desarrollado y distribuido por el desarrollador de videojuegos lituano Nordcurrent. Lanzado en agosto de 2011, Monochrome Racing recibió «reseñas generalmente desfavorables» de parte de los críticos.

## Jugabilidad
Monochrome Racing es un juego de carreras que admite hasta 4 jugadores. El juego toma lugar en una pista de carreras monocromática donde el jugador deberá rellenar el auto con combustible pasando por puntos de control. En cada carrera, el jugador comienza con un auto colorido. Sin embargo, a medida que el jugador avance, el color desaparecerá, y en caso de que el auto se vuelva completamente monocromático, el jugador perderá. A lo largo de las carreras aparecerán potenciadores de forma aleatoria en la pista, los cuales, al ser recolectados, incrementarán las estadísticas del jugador o afectarán a los oponentes de forma negativa. Tras terminar las carreras, el jugador ganará dinero que podrá usar para mejorar sus vehículos. El juego cuenta con 80 pistas y 12 vehículos. El juego también dispone de un «modo carrera». En el modo de un jugador, se correrá contra la IA.

## Desarrollo y lanzamiento
Monochrome Racing está basado en el modo cara a cara del juego de 1994 Micro Machines 2: Turbo Tournament.
Monochrome Racing fue lanzado como un PlayStation mini el 2 de agosto de 2011 en Norteamérica y el 3 de agosto de 2011 en Europa por $5, y fue posteriormente lanzado en WiiWare el 4 de agosto de 2011 por 500 puntos Wii, la moneda del Wii Shop Channel. El juego fue relanzado más tarde por medio del juego de compilación de 2012 Robin Hood + Monochrome Racing.

## Recepción
Monochrome Racing recibió «reseñas generalmente desfavorables», con el lanzamiento de Wii del juego obteniendo una puntuación de 25/100 en el sitio web agregador de reseñas Metacritic. Aunque la premisa del juego fuese elogiada por la crítica, la ejecución fue criticada, con Lucas Thomas de IGN llamándola «horrenda». Muchos críticos llamaron al juego uno de los peores títulos de WiiWare, con Martin Kitts de Nintendo Gamer llamando a Monochrome Racing el peor juego de 2011. Iain Macintosh de PlayStation Official Magazine – UK llamó al juego confuso. Sammy Barker de Push Square criticó el sistema de mejoras del juego, llamándolo «descuidado». Barker también criticó el precio del juego. Terry Terrones de GamePro señaló cómo el juego tiene «algunos momentos de multijugador local disfrutables» y también elogió cómo el juego fue «fácil de empezar a jugar», pero criticó su «jugabilidad carente de originalidad», la «cámara horrible», la «falta de variedad», y la «IA defectuosa».